# Apheloria tingana
Apheloria tingana är en mångfotingart som beskrevs av Chamberlin 1939. Apheloria tingana ingår i släktet Apheloria och familjen Xystodesmidae. Inga underarter finns listade i Catalogue of Life.